# Kharij
Kharij é um filme de drama indiano de 1982 dirigido e escrito por Mrinal Sen. Estrelado por Anjan Dutt, Mamata Shankar e Sreela Majumdar, venceu o Prêmio do Júri do Festival de Cannes.

## Elenco
- Anjan Dutt - Anjan Sen
- Mamata Shankar - Mamata Sen
- Sreela Majumdar - Sreeja
- Indranil Moitra - Pupai
- Dehapratim Das Gupta - Hari
- Nilotpal Dey - inspetor
- Charuprakash Ghosh - advogado
- Debatosh Ghosh
- Gita Sen
- Sunil Mukherjee